# Киузанико
Киуза̀нико (на италиански: Chiusanico; на лигурски: Cuzanego, Кузанего) е село и община в Северна Италия, провинция Империя, регион Лигурия. Разположено е на 360 m надморска височина. Населението на общината е 603 души (към 2011 г.).